# Сражение при Дели (1803)
Сражение при Дели (англ. Battle of Delhi) — одно из сражений второй англо-маратхской войны, в котором армия Ост-Индской кампании под командованием генерала Лейка разбила армию маратхского княжества Шинде, которой командовал французский генерал Луи Буркин.
В то время, как генерал Уэлсли вёл боевые действия в центральной Индии (Декане), генералу Лейку было поручено сражаться с армией Маратха в северной Индии. 29 августа он начал наступление на армию генерала Перрона, но тот отступил без боя. Перрон отступил к Агре, оставив полковника Педрона оборонять форт Аллигур, который считался неприступным. Но 76-й Горский полк майора Маклеода ворвался в ворота форта и выбил оттуда гарнизон. В то же время Перрон узнал, что его враги при дворе Шинде добиваются его отстранения о командования, поэтому сообщил британцам, что покидает службу и попросил пропустить его через британские территории в Лакхнау. Командование армией Маратха принял французский генерал Луи Буркин.
7 сентября Лейк начал наступление от Аллигура на Дели и 11 сентября подступил к Дели, примерно в 11:00. Буркин перешёл Джамну и выступил ему навстречу, заняв позицию на левом берегу реки. В его распоряжении было 19 000 человек, в том числе 6 000 кавалерии, и 70 орудий. Буркин установил орудия с фронта, а его фланги упирались в болота. Армия Лейка насчитывала 4 500 человек и проделала утомительный марш длиной 18 миль, но Лейк, после рекогносцировки, решил атаковать незамедлительно. Его армия имела следующий состав:
- 76-й пехотный полк[англ.] (на правом фланге)
- 1-й батальон 4-го туземного полка,
- 2-й батальон 12-го туземного полка,
- 1-й и 2-й батальоны 15-го туземного полка,
- 1-й и 2-й батальоны 2-го туземного полка
- 1-й батальон 14-го туземного полка,
- 27-й драгунский полк

Позиция противника была сильной, поэтому Лейк приказал кавалерии атаковать, а потом имитировать отступление. Лейк лично повёл кавалерию в атаку, при этом под ним была убита лошадь. Отступая, кавалерия прошла между полками в тыл. Армия Маратха покинула позицию и пошла в наступление. Британцы атаковали их силами 76-го Горского полка, во главе с Лейком лично. Сблизившись с противником на 100 метров, они дали мушкетный залп, после чего пошли в штыковую атаку. Противник был сразу опрокинут и обратился в бегство. Все сражение вместе с преследованием длилось до 19:00. Потери британцев были сравнительно невелики, немногим более 400 человек (117 убито, 292 ранено), и половина этих потерь пришлась на 76-й пехотный полк.
14 сентября британская армия вступила в Дели, что стало концом власти империи Маратха над землями Моголов. Император Моголов Шах Алам II высказал желание перейти под защиту Британской Империи, и лорд Уэлсли согласился, поскольку император обладал большим влиянием в Индии и союз с ним был выгоден. Взяв Дели, генерал Лейк выступил в поход на Агру, которая сдалась в октябре.